# Biotehnologija
Biotehnologija je interdisciplinarna veda, ki združuje področja biologije, kemije in tehnologije, uporablja žive organizme, spec. celice in njihove dele v industrijske namene, v kmetijstvu, medicini, veterini in varovanju okolja.
Nekateri zavračajo uporabo pojma biotehnologija, če postopek ali produkt  ne  vključujeta uporabe spoznanj molekularne biologije oz. aplikacij genskega inženirstva, ali pa skušajo to poudariti s sintagmo »nova oz. moderna biotehnologija« proti klasična biotehnologija, ki obsega predvsem pripravo fermentiranih živilskih izdelkov (pivo, vino, žganje, pekarstvo, kisarstvo, kisanje zelja in repe, sirarstvo, salamarstvo, priprava sojine omake, ...).

## Naziv
Izraz biotehnologija prihaja iz grščine: bios (življenje), teuchos (orodje) in logos (preučevanje). Etimološko gre torej za »preučevanje orodij iz živih bitij«.

## Zgodovina biotehnologije
Izraz »biotehnologija« je prvi uporabil madžarski znanstvenik Karl Ereky v svoji knjigi Biotechnologie der Fleisch-, Fett- und Milcherzeugung im landwirtschflichen Grossbetriebe.
V leksikonu Veliki Brockhaus iz leta 1929 najdemo definicijo, da je biotehnologija preučevanje in industrijska aplikacija bioloških funkcij mikroskopskih oblik življenja (kvasovke, fermentirajoči organizmi, …).
V času II. svetovne vojne je bil uporabljen pojem biotehnologija za opis industrijske fermentacije v katerih so proizvajali industrijske surovine npr. aceton za izdelavo eksploziva kordita.
Mejniki
- Raziskave:
  - Rekombinantna DNK tehnologija, 1973
  - Herb Boyer, UCSF, biokemik
  - Stanley Cohen, Stanford, genetik

- Razvoj:
  - Genentech, 1976
  - Herb Boyer in Robert Swanson - vložek rizičnega kapitala

- Trženje:
  - Prvi produkt rDNK odobren s strani FDA
  - humani inzulin, 1982

## Klasifikacije biotehnologije
- Bela (siva) biotehnologija - Industrijska biotehnologija, znana tudi kot bela biotehnologija. Uporablja naravne vire in principe za proizvodnjo biološko temeljenih kemikalij, materialov in goriv.[1]
- Zelena biotehnologija  –  Biotehnologija, uporabljena v kmetijskih procesih.[2]
- Rdeča biotehnologija  –  Biotehnologija, uporabljena v medicini.[3]
- Modra biotehnologija  –  Morska in vodna biotehnologija.[4]

## Področja uporabe
Farmacevtika / Zdravstveno varstvo
- Biofarmacevtiki (biološka zdravila)
- Genska terapija
- Gensko testiranje
- Fermentacijske tehnologija
- Bioinformatika
- Učinkoviti presejalni testi
- Testiranje celičnih kultur in organizmov

Odkrivanje
- Forenzika
- DNK prstni odtisi
- Odkrivanje bolezenske DNK
- DNK identifikacija bioloških vrst

Kmetijska biotehnologija
- Transgene rastline
- DNK sledenje razplodnega materiala
- Transgene živali

Okolje
- Akvakultura
- Bioremediacija
- Transgeno spreminjanje
- Bioekstrakcija

Področja:
- zahtevnejši/učinkovitejši farmacevtski pripravki,
- monoklonska protitelesa,
- pridobivanje novih rastlinskih kultivarjev, transgene rastline,
- izboljšanje proizv. lastnosti živali in transgene živali,
- biosenzorji,
- genska diagnostika in genska terapija,
- proizvodnja kemikalij velikega volumna (HVLV),
- proizvodnja finih kemikalij (LVHV) in
- storitveno bioprocesništvo (npr. v okoljevarstvu)

## Obseg dejavnosti
V obdobju prvih 25 let od razvoja rekombinantne tehnologije v raziskovalnih laboratorijih je samo v ZDA nastalo preko 2000 podjetij, ki so temeljile svoje delo na izkoriščanju novih spoznanj.
Danes so na tržišču zdravil številni novi proizvodi (in več sto jih je v kliničnem testiranju). Trg teh proizvodov naj bi po nekaterih napovedih dramatično narasel:
- od 7,6 milijard $ v letu 1996
- na 24 milijard $ v letu 2006.

Podobno naj bi narasel trg kmetijskih biotehnoloških proizvodov :
- iz 295 milijonov $ v letu 1996
- na 1,74 milijarde $ v letu 2006

(od uporabe kmetijskih rastlin z izraženo odpornostjo proti rastlinskim škodljivcem do izboljšanih postopkov priprave in shranjevanja živil).

## Število biotehnoloških podjetij po državah

### Evropska Biotech v 2003
Po študiji  Biotechnology in Europe: 2006 Comparative study je bilo koncem 2004 v Evropi 2163 biotehnoloških podjetij (2200 leta 2003), v katerih je bilo zaposlenih 96.500 ljudi, vključno z 42.500 v R&D in ki so porabila 7,6 milijard € za R&D.V kliničnem testiranju ali v pričakovanju odobritve je bilo 450 spojin. Dohodek je bil blizu 21,5 milijard €. Pridobile so 1,1 milijarda € rizičnega (venture) kapitala v letu 2004 (preko 787 milijonov € leta 2003). Pridobila so 2,1 milijarde € pravic leta 2004 (1,45 milijard € leta 2003). Zagotovili so 1,8 milijarde € kreditnega financiranja v letu 2004 (1 milijarda € v 2003). Nastalo je 119 novih podjetij (130 v 2003).

### Ameriška Biotech v 2003
Po študiji  Biotechnology in Europe: 2005 Comparative study je bilo koncem 2004 v ZDA  1991 biotehnoloških podjetij  (2003: 1975), v katerih je bilo zaposlenih 190.500 ljudi (2003: 170.500),  ki so porabile 21 milijard € za R&D (2003 20 milijard €). V kliničnem testiranju ali v pričakovanju odobritve je bilo 1110 spojin (2002 1164 spojin. Dohodek je bil blizu 41,5 milijard €  (2003 blizu 40,5 milijard €). Pridobila so 2,5 milijarde € rizičnega (venture) kapitala v letu 2004 (preko 2,2 milijard € leta 2003). Pridobila so 5,4 milijard € pravic v 2004 (2,3 milijard € leta 2003). Zagotovili so si skoraj 6,6 milijard € kreditnega financiranja v letu 2004 (6 milijard € leta 2003). Nastalo je 78 novih podjetij.

### Tekma med Evropo in Ameriko je še vedno neizenačena
- ob približno enakem številu podjetij,
- ameriška industrija zaposluje dvakrat toliko ljudi,
- potroši približno trikrat toliko za raziskave in razvoj,
- priveže 3 do 4 krat več rizičnega kapitala
- in ji uspe zagotoviti 4 krat več kreditnega vlaganja.

Pravzaprav je presenetljivo, da ob vsem tem ameriška biotech zagotovi zgolj enkrat večji prihodek od evropske.

### Pet največjih ameriških biotehnoloških podjetij (po dohodku/dobičku, v milijonih dolarjev)
| Podjetje        | Dohodek | Dobiček |
| --------------- | ------- | ------- |
| Amgen, Inc.     | 10.550  | 2.363   |
| Genentech, Inc. | 4.621   | 785     |
| Biogen, Inc.    | 2.212   | 25      |
| Genzyme         | 2.201   | 87      |
| Chiron Corp.    | 1.723   | 79      |

Prvih 20 svetovnih biotehnoloških firm (2004)
1. Amgen, ZDA
2. Genentech, ZDA
3. Serono, Švica
4. Biogen Idec, ZDA
5. Genzyme, ZDA
6. Chiron Corp, ZDA
7. Gilead Sciences, ZDA
8. CSL, Avstralija
9. MedImmune, ZDA
10. Cephalon, ZDA
11. Millennium Pharmaceuticals, ZDA
12. Genencor International, ZDA
13. ImClone Systems, ZDA
14. Actelion, Švica
15. Celgene, ZDA
16. MGI Pharma, ZDA
17. QLT,  Kanada
18. Nabi Biopharmaceuticals, ZDA
19. AEterna Zentaris, Kanada
20. Regeneron Pharmaceuticals, ZDA

Ameriška biotehnološka industrija načrtuje za naslednjih deset let nezadržno rast, za kar naj bi bilo odgovornih nekaj ključnih pobud:
- Zaključek humanega genomskega projekta naj bi razgrnil številne nove tarče v zdravljenju doslej terapevtsko nedosegljivih bolezni;
- Učinkovitejša FDA, ki naj bi hitreje opravljala preglede prijav novih zdravil;
- Razširjeno partnerstvo med podjetji;
- Staranje generacije t. i. “baby boomerjev”, kar bo povečalo potrošnjo zdravil;
- Povečana prodaja biotehnoloških zdravil, ki predstavljajo nedvomno tehnološko inovacijo;
- Učinkovitejša promocijska in prodajna strategija podjetij in podjetnikov na trgu BT proizvodov.

## Biotehnologija za zdravje
- Odkrivanje genetskih napak/okvar
- Odkrivanje patogenih organizmov
- Bioinženirske vakcine
- Klonirani humani genski proizvodi
- Genetsko spremenjene živali
- Genska terapija (popravljanje genetskih napak)
- Genetsko spremenjeni patogeni in insektni vektorji

### Zdravje
Zdravstveno varstvo je ena največjih industrij v ZDA z izrazitim trendom povečevanja.
V letu 1960 so Američani porabili za zdravstveno varstvo 5.3 % bruto nacionalnega proizvoda (BNP). Zdaj naj bi ta številka dosegla 1 bilijon dolarjev, ali 14 % BNP. Od 1,1 bilijona USD naj bi vsaj 450 milijard odšlo za zdravljenje devetih poglavitnih bolezni.
Zdravila pri tem dosegajo le 8 % skupnega stroška za zdravstvo (125 milijard USD), medtem ko dopolnjujejo vsoto bolnišnična oskrba, kirurški posegi in druge oblike zdravljenja.
Dejstvo pa je, da je napredek v zdravljenju z zdravili najgospodarnejši način zdravstvene nege, saj najučinkoviteje zmanjšuje druge stroške zdravljenja. Bistveni del biotehnologije danes sega v razvoj novih zdravil, največ jih je iz skupine biofarmacevtskih sredstev.
CRC (Consulting Resources Corporation) ocenjuje, da bo trg humanih biotehnoloških zdravil narasel od 7,6 milijard $ v letu 1996 na vec kot 24 milijard $ v letu 2006, torej z letno povprečno stopnjo rasti 13 %. Za proizvodni sektor humanih diagnostičnih sredstev pričakujejo, da bo rasel s povprečno letno rastjo 9 % od $1,8 milijarde leta 1996 na priblžno 4 milijarde v letu 2006.
Trenutno večji del biotehnološkega trga pokrivajo s prodajo večje biotehnološke firme, vključno z Amgenom, Genentechom in Genzyme-om, in sicer s produkti kot so eritropoetin (EPO), interferon in inzulin.
Napovedi IMS Health: Danes je potrebnih v poprečju 10-14 let za razvoj zdravila (tj. od predkliničnih raziskav do uporabe), ob povprečnem strošku 800 milijonov $ in z uspešnostjo manj kot 10 %.
Nekateri analitiki ocenjujejo, da se bo do leta 2010 “čas do trga” skrajšal na 3-5 let, s stroškom do 200 milijonov $ in z uspesnostjo 50 %.
Po poročilu Frosta in Sullivana “epo” (eritopoetin), prvi uspeh Amgena™, zaseda približno 25 % vsega prometa.  Faktorji stimulacije kolonij, inzulin, humani rastni hormon, beta in gama interferon ter vakcine predstavljajo preostanek tržnega deleža.
IMS Napovedi
Po IMSu je sedem biotech produktov v vrhu med 50 zdravili v svetu v 2003 (prodaja v vrednosti 15.1 milijard $ od skupne vrednosti za vseh 50 v višini 129 milijard $). Naslednjih 5 zdravil od 50 je bilo polsintetičnih (tj. proizvedenih s fermentacijo in/ali temeljenih na naravnih surovinah). Preostalih 38 je izdelanih s tradicionalno kemijsko sintezo.
Ob sedanjem ritmu razvoja naj bi biotehnologija v prihodnje samo še pridobila v deležu t. i. “blockbuster-jev”  (to so zdravila, katerih letna prodaja  je večja kot 1 milijarda $). Po napovedi IMS naj bi od celote današnjih 67 zdravil v letu to število naraslo na preko 100 v letu 2007. Zlasti naj bi se povečalo število zdravil za kardiovaskularne in onkološke težave na račun nekoliko manjšega deleža zdravil za nevrološke bolnike.
Istočasno ne smemo zanemariti nadaljnjega premika; namreč vse več bioloških zdravil, med njimi tudi “blockbusterjev” izstopa iz patentne zaščite in dopuščajo možnost prehoda v generično skupino (“biosimilars”).  Kot opozarja revija Nature (vol 433, st. 7111) bo koncem letošnjega leta prešla patentna zaščita za zdravila, katerih trenutna letna prodaja presega 11,5 milijard US$. Sem šteje “blockbuster” kot je Epogen (letna prodaja 2,5 milijardi US$), omembe vreden je se Humulin, ki mu je iztekel patent 2002 pa še vedno v letni prodaji tehta milijardo US$.

### Nemedicinski trg
Biotehnologija ne bo kmalu, če bo sploh kdaj, prehranila sveta, zlasti če potrebe po hrani ocenjujemo iz globalne perspektive in še posebej iz perspektive dežel Juga. To bo še naprej naloga klasičnega (konvencionalnega) kmetijstva.
Sposobna pa je v veliki meri pomagati kmetijstvu pri njegovih nalogah, če seveda premaga bistveno oviro, ki je posredi. Ovira ni odsotnost ustreznih tehnologij, ki bi bile npr. uporabne tudi za svet v razvoju. Največji del biotehnološkega razvoja je naslonjen na vzpodbude in rešitve, ki jih usmerja razviti svet. Ocenjuje se, da npr. biotehnologija že vpliva na približno 21 % BDP v Evropski skupnosti.
V tem stoletju bo človestvo po predvidevanjih doseglo in preseglo 10 milijard ljudi (po nekaterih napovedih po letu 2050). Potrebe po hrani ne bodo večje le kvantitativno, ampak tudi kvalitativno.
Med letom 1992 in 2030 bo porabljene več hrane, kot jo je prebivalstvo zemlje porabilo od agrikulturnih začetkov do danes!
Na področju prehranske biotehnologije je v razvoju kar nekaj pomembnih aplikacij. Gensko spreminjanje hrane za povečano vsebnost beljakovin in za toleranco na slanost in sušo pri rastlinah lahko pomagajo pri zmanjševanju lakote v svetu. Razen tega ima biotehnologija možnost pomakniti ponudbo svetovnega ribjega ulova  iz negotovih količin do tržne niše, ki je primerljiva kmetijski proizvodnji in sicer s pomočjo marikulture in sladkovodne akvakulture.

#### Kmetijska uporaba
Kmetijska uporaba vključuje:
- pripravo rastlin z odpornostjo na obolenja, (odpornost na insekticide),
- izboljšanje semenske kvalitete, uravnavanja rasti in zorenja,
- izboljšano vsebnost hranil v živilih in
- zagotavljanje enostavne in cenene diagnostike pri poljskem preverjanju kontaminacije in toksičnih sestavin.

#### Industrijska uporaba
Industrijska raba biotehnologije vključuje različne sektorje:
- industrijske izhodiščne kemijske spojine,
- encime,
- obdelavo odpadkov,
- bioremediacijo,
- energetsko biomaso,
- kozmetične pripravke in
- diagnostična sredstva za določevanje toksičnosti.